# Мара Бунева
Мара Бунева (Тетово, 1902 — Скопље, 14. јануар 1928), позната и као Марија Бунев, била је чланица тајне терористичке омладинске организације (подмладак ТМОРА), наоружаване и финансиране из Бугарске. Позната је по свирепом убиству бившег српског четника и правног референта у управи Скопске области, Велимира Прелића 13. јануара 1928. године.

## Биографија
Мара Бунева је рођена у Тетову. Потиче од рода Буневци из тетовског села Сетоле, чија је крсна слава Ваведење. Завршила је средњу економску школу и наставила школовање у Софији на факултету „Свети Климент Охридски“. Тамо се упознала са бугарским официром Иваном Хранковим, за кога се удаје. Њен брат, Борис Бунев је био бугарски официр и члан ТМОРА, па је у омладинску организацију ТМОРА (ММРО) привукао и сестру Мару. Њен други брат, Василије Буневић је живео у Београду, као капетан Југословенске војске.
Након судских процеса против бугарских студената 1927, Марија Бунева је извршила бомбашки атентат на Велимира Прелића 13. јануара 1928. у самом центру Скопља, код старог моста преко реке Вардар. При томе се сама смртно рањава у груди и умире сутрадан. Велимир Прелић умире три дана касније од последица атентата.

## Спомен-плоча Мари Буневој
На месту атентата бугарске окупационе власти, 1941. поставиле су спомен-плочу. Након пораза нацизма и Бугара плоча је одстрањена по наредби секретара македонских комуниста Лазара Колишевског.
Дана 13. јануара 2002. на месту атентата поново је подигнута спомен-плоча, али је уништена и бачена у Вардар већ након три дана. Годину дана касније плоча је обновљена, а већ дан касније опет уништена. Исто се догодило и 2005. 2006. плочу поново подижу бугарски политичари током посете Скопљу.
До дипломатског инцидента између Бугарске и Северне Македоније дошло је 2007, када су Бугари из ВМРО-а посетили спомен-плочу, при чему је дошло до инцидента са Македонцима и плоча је поново уништена.
Званична Софија сматра Мару Буневу својом историјском личношћу, бугарском активисткињом ВМРО-а, борцем за бугарско национално освешћење вардарских Македонаца и борцем против тадашњег београдског режима који се у бугарској историографији сматра да је Вардарској Македонији наметнут и злочиначки. Проблем у односу на Северну Македонију је тај што званично Скопље одриче њено бугарско етничко одређење, јер је обично у нескладу са тзв. македонским националним осећањем, а сматра се бугараштвом.